# Stora Hålevatten (Lindome socken, Halland)
Stora Hålevatten är en sjö i Kungsbacka kommun och Mölndals kommun i Halland och ingår i Kungsbackaåns huvudavrinningsområde. Sjön är 14 meter djup, har en yta på 0,146 kvadratkilometer och befinner sig 104,3 meter över havet.

## Delavrinningsområde
Stora Hålevatten ingår i det delavrinningsområde (639058-128610) som SMHI kallar för Mynnar i Kungsbackaån. Medelhöjden är 117 meter över havet och ytan är 4,69 kvadratkilometer. Det finns inga avrinningsområden uppströms utan avrinningsområdet är högsta punkten. Vattendraget som avvattnar avrinningsområdet har biflödesordning 2, vilket innebär att vattnet flödar genom totalt 2 vattendrag innan det når havet efter 24 kilometer. Avrinningsområdet består mestadels av skog (75 %) och öppen mark (14 %). Avrinningsområdet har 0,42 kvadratkilometer vattenytor vilket ger det en sjöprocent på 8,9 %.